# .hack//The Movie
.hack//The Movie (ドットハック セカイの向こうに Dotto Hakku Sekai no Mukō ni?, lit. .hack//Beyond The World) ( Japonés : ドットハックセカイの向こうに Hepburn : Dotto Hakku Sekai no Mukō ni , encendido. .hack // Beyond The World ) es una película de anime CGI japonesa de 2012 escrita por Kazunori Ito y dirigida por Hiroshi Matsuyama . Fue lanzado el 21 de enero de 2012 en cines y fue lanzado en DVD / Blu-ray el 28 de junio de 2012. El lanzamiento de Blu-ray es un disco "híbrido" de PlayStation 3 que incluye la película y un juego de lucha llamado .hack // Versus .
La película presenta un tema musical "Hikari wo Atsumete" (Gathering Light) del artista musical japonés KOKIA .

## Trama
La historia, que tiene lugar en 2024, sigue la vida de Sora Yuki, una niña de 14 años persuadida por sus amigos para jugar el popular juego llamado "El Mundo". Debido a un incidente en el mundo, las anomalías comienzan a ocurrir en el mundo real.

## Reparto
- Saki Fujita
- Yukari Fukui
- Nobuyuki Hiyama
- Marina Inoue
- Masako Katsuki
- Nanami Sakuraba como Yūki Sora.
- Kei Tanaka como Tomohiko Okano.

## .hack // Versus
.hack // Versus es un juego de lucha incluido en el lanzamiento en Blu-ray de .hack // The Movie . El juego cuenta con personajes de toda la serie, incluidos Haseo, Sora, Tsukasa, Ovan, Sakuya, Tokio, Kite y BlackRose. La revisión de PlayStation LifeStyle del juego y el disco de la película comentó que el juego "no fue creado para proporcionar un rival a Mortal Kombat o Soul Calibur. Este "juego de lucha" es, en gran medida, otro medio para contar la gran historia de " hackers ", y continuó diciendo: "Siempre y cuando lo veas como algo que probablemente no habría existido como algo más que un tiro". En una compra de película, estarás bien. Disfruta de los personajes, el mundo y la historia. Eso es lo que viniste a hacer. Hack de todos modos, ¿verdad? " 